# Tailandia del Nordeste

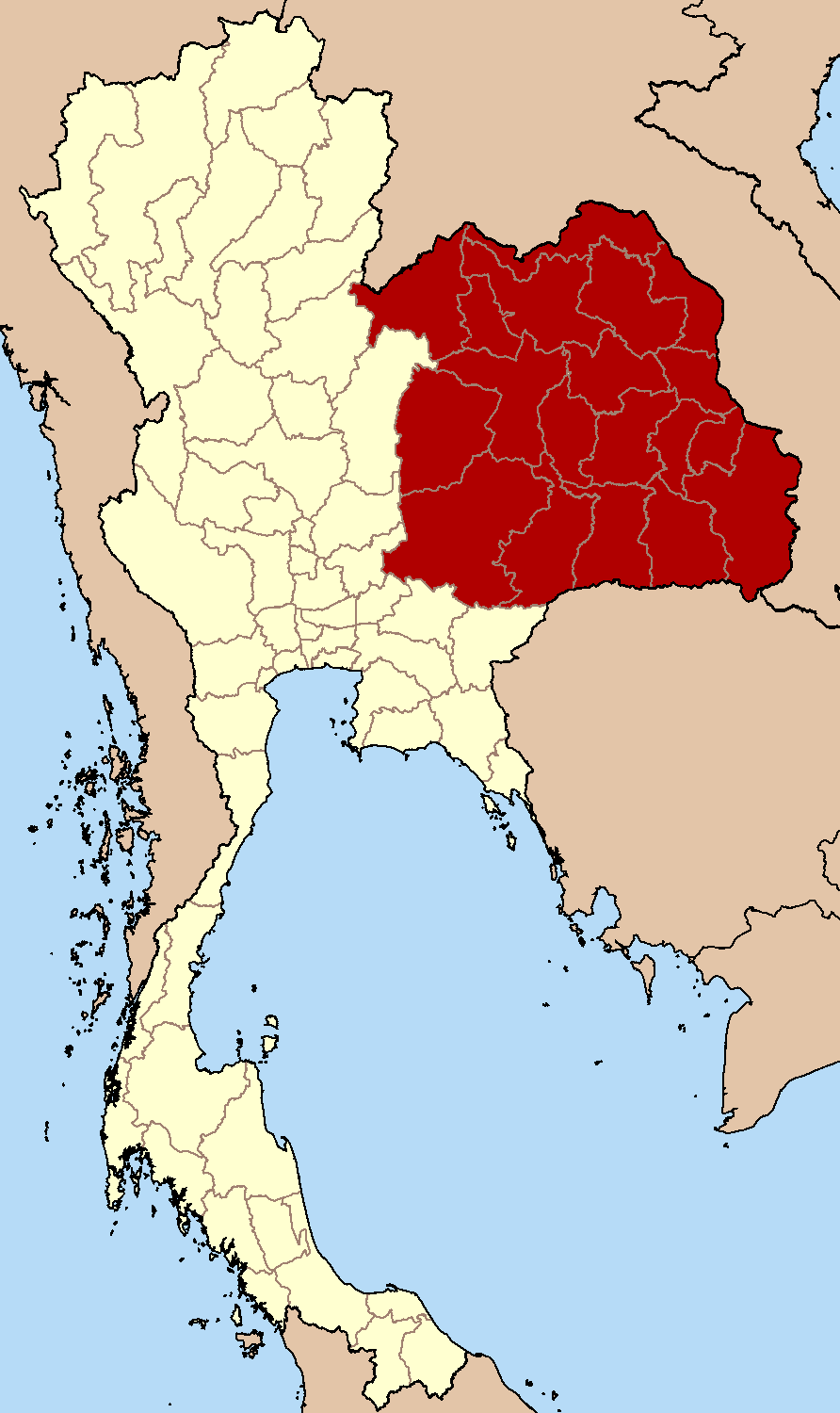
Isan es la región noreste de Tailandia.

Isan (Isan/Tailandés อีสาน; también escrito Isaan, Issan y Esarn, API: ʔiːsǎːn, īśānya ईशान्य "noroeste") es la región noreste de Tailandia. Está ubicada en la meseta de Khorat. Limita al norte y al este con Laos a lo largo del río Mekong, al sur con Camboya y al oeste con Tailandia Central y del Norte a través de las montañas de Phetchabun.
Desde el principio del siglo XX la región situada al nordeste de Tailandia fue nombrada oficialmente como "Isan", un término adoptado del sánscrito Ishan que significa dirección del noroeste. El término "Isan" deriva originalmente de Isanapura, capital del Reino de Chenla. La población laosianohablante, que supone una amplia mayoría, se hace distinguir no solo de los laosianos de Laos sino también de la gente del centro de Tailandia, haciéndose llamar a sí mismos Khon Isan ("Gente Isan"), or Thai Isan ("Tailandeses Isan"). Los jemeres y kuy (Suai) que viven en la zona sur de la región se han comunicado históricamente en lenguajes y han seguido costumbres más propios o similares al modo de vida de Camboya que de la propia Tailandia o Laos.
La agricultura es la principal actividad económica. Isan constituye la más pobre de las regiones tailandesas.
La lengua principal de la región es el lengua isan que es una variante dialectal del lao. Como dialecto del Lao, escrito en caligrafía Tailandesa, el Isan está entre las familias de idiomas Chian Seng y Lao-Phutai, que forman parte de los lenguas tai de la familia idiomática kadai.
El tailandés es también hablado, con cierto acento regional, por casi todos. jemer, lengua camboyana, es también hablado en zona cercana a la frontera camboyana, en la provincia de Buri Ram, o Surin. Aunque la mayoría de la gente es originariamente de la etnia lao, la incorporación en el estado moderno tailandés ha sido exitosa.

Los aspectos culturales más importantes de Isán incluyen la música mor lam, el muay thai, la pelea de gallos y las procesiones como forma de celebración (Tailandés:กระบวน). La comida se distinghe de las del resto del país, destacando el uso de arroz pegajoso (tailandés:ข้าวเหนียว) y de guindillas así como el uso de pla raa (tailandés:ปลาร้า). Entre las delicias de la región es conocida la ensalada de papaya.

## Historia

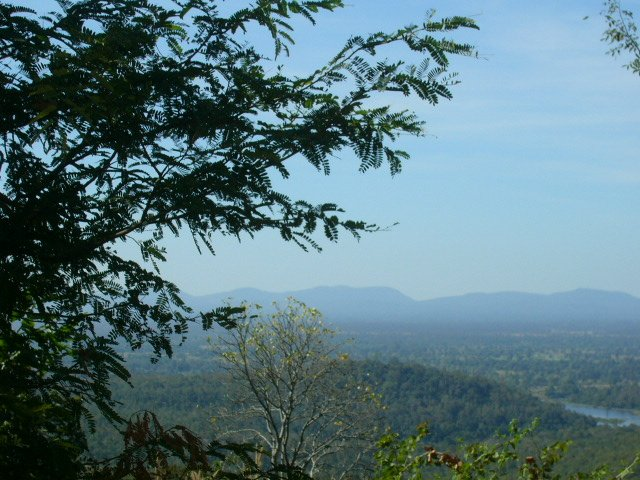
Montañas de Phu Phan.

Isaán tiene un importante número de lugares con una historia que viene de la Edad de Bronce, con algunas pinturas rupestres, utensilios y tempranas evidencias pasados cultivos de arroz.
Herramientas de hierro y bronce, como las encontradas en Ban Chiang, son antecesoras de similares encontradas en Mesopotamia. La región más tarde cayó bajo la influencia de la cultura Dvaravati y del Imperio jemer que dejó decenas de santuarios (prasats) a lo largo de la región, siendo el más llamativo de ellos el situado en el Parque Histórico de Phimai y de Phanom Rung.
Después del comienzo del declive del Imperio jemer en el siglo XIII, el pueblo Lao del reino de Lan Xang dominaba la zona de Isan, reino esblecido por Fa Ngum. En consecuencia la región fue poblada por asentamientos de Laosianos y Thais emigrantes, aumentando con el paso del tiempo. La zona de Tailandia, entonces Siam, controló y dirigió la zona desde el siglo XVII, y forzó movimientos migratorios de población desde Laos a Isan a lo largo de los siglos XVIII y XIX. Los tratados Franco-Siameses de 1893 y 1904 hicieron de Isan la zona fronteriza entre Siam y la Indochina francesa.
En el siglo XX, una política de "Taificación" promovió la integración de Isaán como parte integral de Tailandia y restó importancia a los orígenes laoianos y camboyanos de la población. Fue esta misma política la que extendió el propio uso de la palabra "Isaán": incorrectamente, se dijo que el nombre derivaba de Iśāna (Sánscrito: ईशान), una manifestación de Shiva como deidad del nordeste, y del sánscrito mismo "Nordeste". Este interpretación errónea del nombre y el uso de ella fue parte de la política de reforzar la identidad de la zona como una parte de Tailandia y no de Laos como venía siendo. A pesar de todo, el nombre existe desde antes de que se formara el reino moderno de Tailandia, de la época en que la zona estaba compuesta por reinos Mon y Jemer; anterior a cualquier población tailandesa o laosiana; tampoco tiene el nombre relación alguna con el término "Nordeste", sino que deriva de "poder invisible" y sus orígenes son anteriores al Reino de Siam. Antes de que el gobierno central introdujera por fuerza el alfabeto tailandés en las escuelas, la gente de Isaán escribía con el alfabeto laosiano, de rasgos bastante similares. La mayoría de la gente de Isaán todavía habla la lengua Isaán, que es un dialecto del laosiano. Una significante minoría también habla un dialecto camboyano del norte y otras lenguas Katuic; reminiscencias de una época anterior al Reino de Siam en la que formaban parte del reino Mon-Jemer de Chenla.

## Geografía

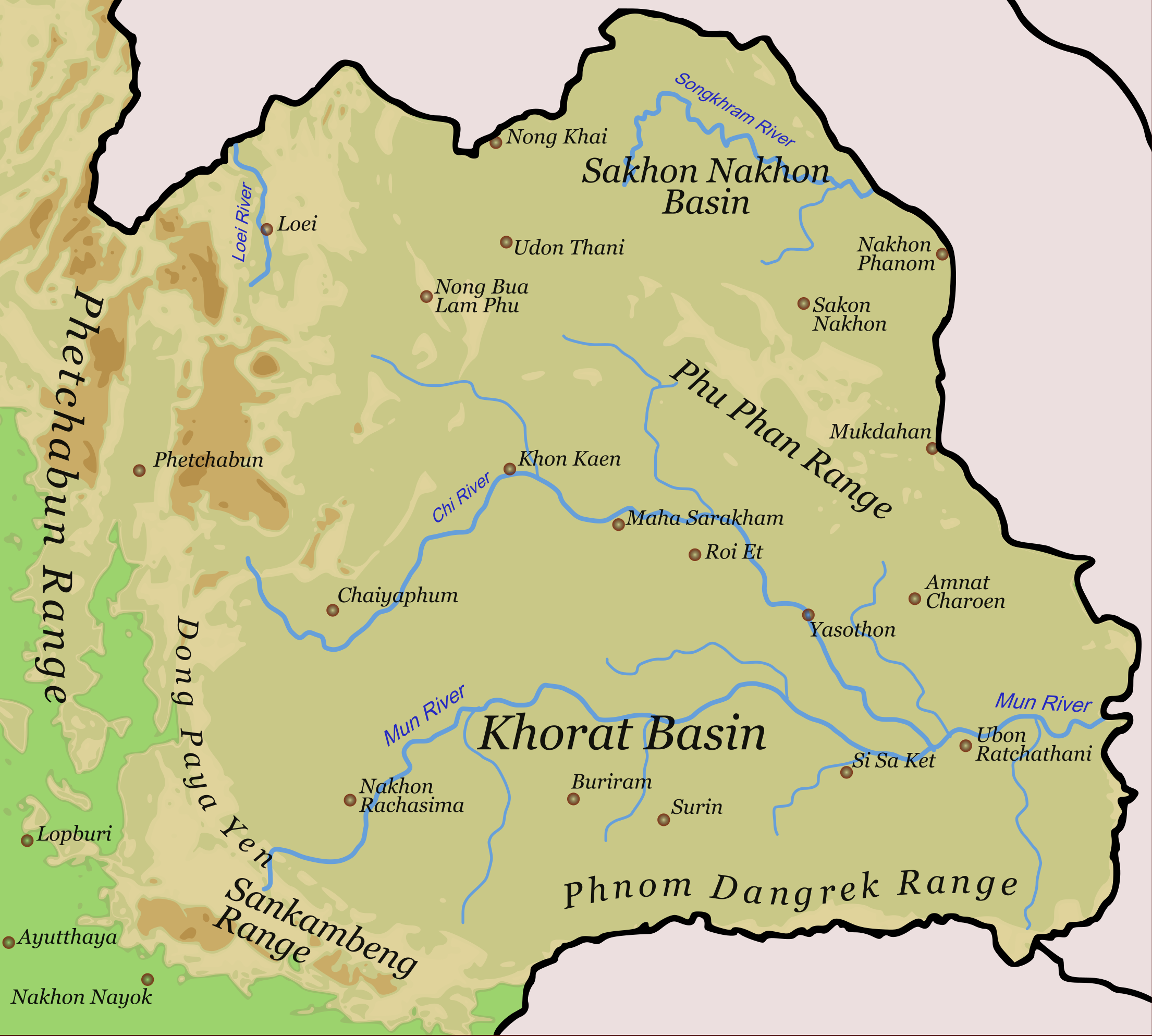
Geografía de Isaán, mostrando ciudades, montañas y ríos.

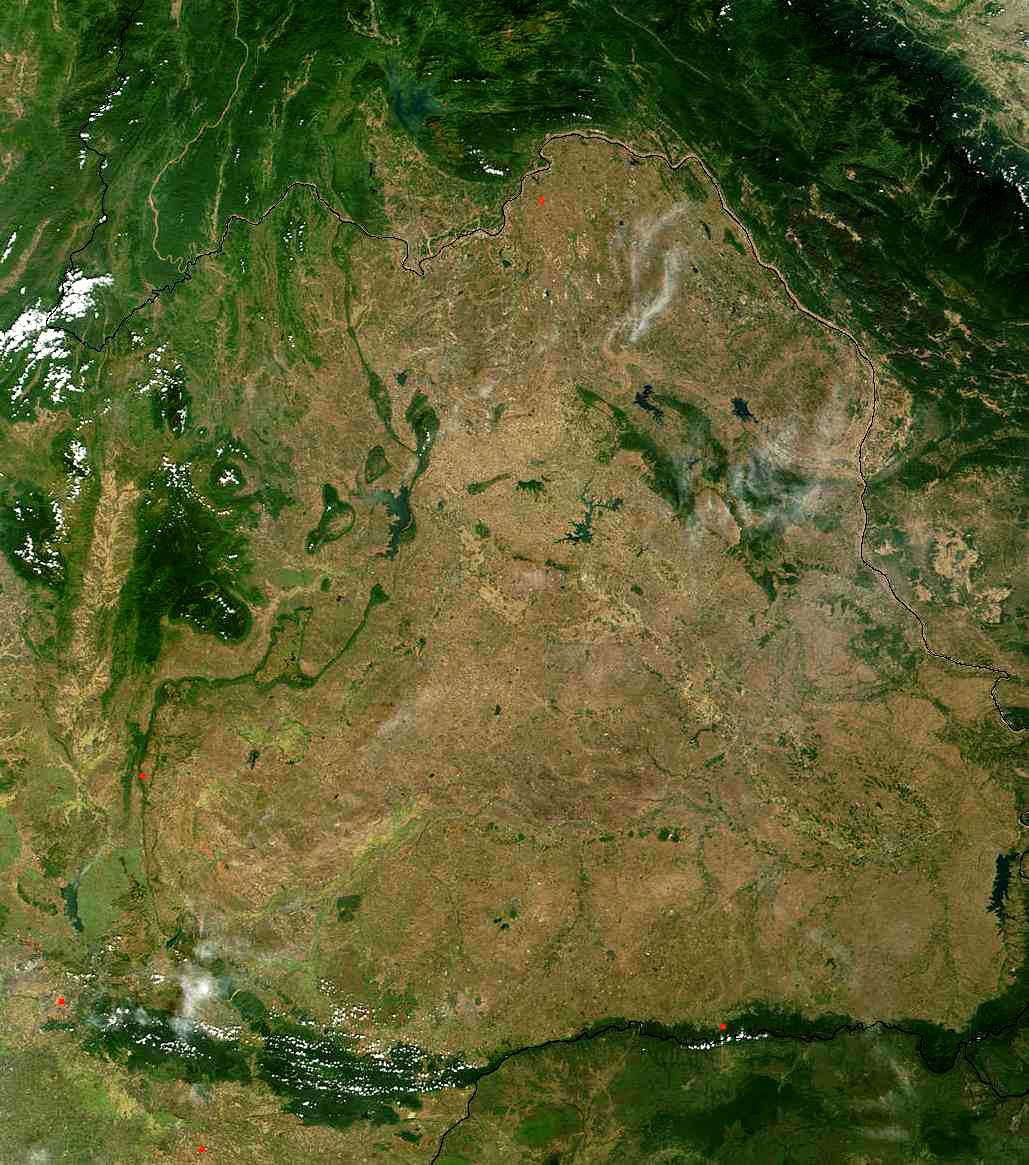
Una imagen tomada por satélite de Isaán: las fronteras de Laos y Camboya son visibles debido a la deforestación en Isaán.

Isaán cubre unos 160,000 km², haciéndolo un poco más grande que Inglaterra y Gales juntos, la mitad de Alemania, cuatro veces el tamaño de Suiza o dos el de Austria. El relieve está fuertemente influenciado por la presencia de la Meseta de Khorat, que comienza en las montañas de Phetchabum en el oeste de la región(donde se encuentran ciertos parques naturales) y que baja junto con el río Mekong. La meseta consiste en dos llanuras principales: La parte sur de la meseta, cuyas aguas provienen de los ríos Mun y Chi, y la parte norte de Sakon Nakhon que es regada por el Loei y el Songkhram. Ambas llanuras están separadas por las montañas Phu Phan. Los terrenos son básicamente arcillosos, con sustanciales depósitos de sal.

La frontera, al norte y al Este está formada en su mayor parte por el cauce del río Mekong, mientras que la zona Sur hace frontera con Camboya. El mayor afluente del Mekong con cauce en Tailandia es el río Mun, que nace en el parque nacional de Khao Yai cerca de Khorat, y que fluye hacia el este uniéndose al Mekong en la provincia de Ubon Ratchathani. Otro río principal de la región, el Chi, fluye a través de la zona central de Isaán antes de torcerse en dirección sur para encontrarse con el Min en la provincia de Sisaket. Los ríos menores Loei y Songkhram desembocan igualmente en el Mekong. El Loei por el Norte, a través de la provincia de Loei y el segundo por el este a través de las provincias de Udon Thani, Sakon Nakhon, Nakhon Phanom y Nong Khai.

## Cultura
La cultura está fuertemente influenciada por Laos y su cultura laosiana. Esta relación está presente en elementos como los trajes tradicionales, la cocina, la arquitectura de los templos, los festivales y las artes.

### Comida
La comida Isaán es distinta tanto de la comida tailandesa como de la de Laos, manteniendo elementos entremezclados de ambas. Una parte especialmente distintiva en la comida es el arroz pegajoso, que acompaña las comidas más que el arroz convencional, así como guindillas o chilis fritos. Algunos platos populares son tam mak hung, llamado en tailandés som tam, que es una ensalada de papaya picante, larb (ensaladas de carne picada con arroz frito machacado) o gai yang (pollo a la barbacoa). Todos estos platos han sido exportados a toda Tailandia en versiones que suavizan sabores extremadamente picantes o amargos propios de Isaán, para paladares más moderados como en la región Central de Tailandia.

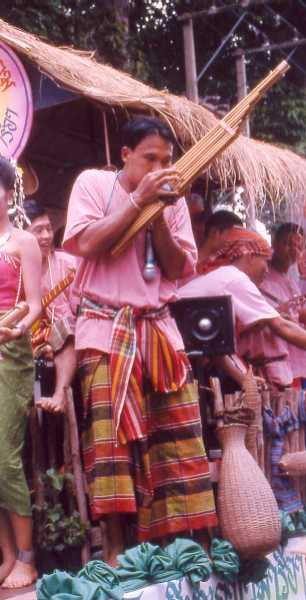
Un hombre de Isaán tocando el khene vistiendo el típico sarong y pakama

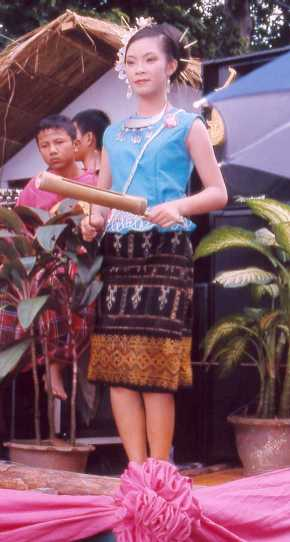
Una mujer músico vistiendo el sarong tradicional femenino.

De manera recíproca, la comida de la región Central de Tailandia ha ganado popularidad en Isaán, pero la influencia francesa y vietnamita presente en la dieta propia de Laos no se encuentran en esta región. La gente es conocida por alimentarse de una gran variedad de criaturas como son lagartos, ranas, insectos fritos como saltamontes, grillos, gusanos de seda y ciertos escarabajos. Tomados originariamente por pobreza, la gente de Isaán ahora saborea estos productos como si fueran delicias o aperitivos. La comida se toma comúnmente con las manos ayudadas por arroz pegajoso que se concentra y sirve de apoyo o directamente se usa como pinza. Las sopas son elementos frecuentes en cada comida, y contienen vegetales y hierbas, noodles, trozos de pescado, albóndigas de carne, cerdo picado o una mezcla de cualquiera de las anteriores. Se toman con palillos y cuchara.

### Vestidos tradicionales
El traje típico de Isaán es el sarong. El sarong femenino lleva un bordado en el borde del cosido, mientras que el masculino tiene una greca como decoración. Se visten sin ataduras entre las piernas, diferente al estilo de Tailandia Central. Los hombres también visten el pakama una prenda de diferentes usos que puede ser usada como un cinturón donde portar dinero o documentos; igualmente se puede enroscar en la cabeza y ofrecer protección del sol. Isaán es el primer productor en Tailandia de seda. El comercio recibió su mayor impulso en los años posteriores a la guerra cuando Jim Thompson la popularizó entre los occidentales. Uno de los tipos de seda de Isaán más famosa es mut-mii, que es teñido para producir diseños o decoraciones con un patrón geométrico.

### Templos y arquitectura
Los templos Budistas o wat son uno de los mayores atractivos en los pueblos. Estos templos no son solo usados por ceremonias religiosas; también dan cabida a festivales, a la música de la región mor lam, y asambleas ciudadanas.
Son mayormente construidos en estilo Laosiano, con menos ornamentación que en el estilo de Tailandia Central. Las figuras Budistas de estilo Laosiano son frecuentes también.

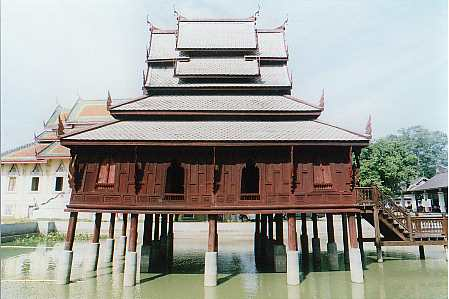
La biblioteca del templo Sri Muang en Ubon Ratchatani, representa el estilo típico de Isaán.

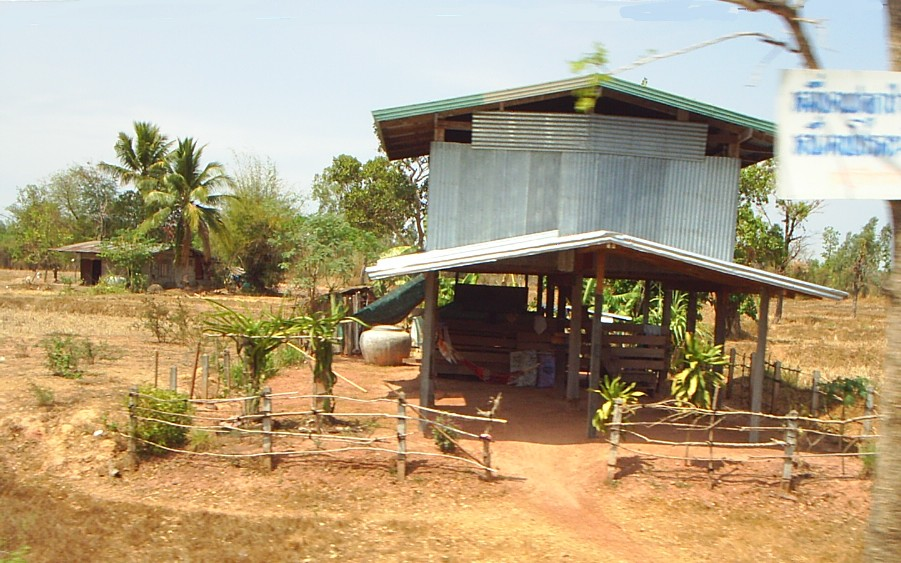
Las casas de Isaán son constantemente construidas con barro: la zona bajo la casa es usada como zona para mantener a los animales. La gran tinaja a la izquierda de esta casa (ohng o โอ่ง) es utilizado para almacenar agua

### Festividades
La gente de Isán celebra muchos tipos de festivales, como en Bun Bungfai, el Festival de las Velas de Ubon Ratchathani el Festival de la Seda en Khon Kaen, donde se promueven productos locales, el Festival del Elefante de Surin, el festival Phi Ta Khon, o el Festival Naga de Surin o de Nong Khai son algunos ejemplos.

## Administración
Tailandia del Nordeste está dividida en 20 provincias, aunque la provincia sudoccidental de Nakhon Ratchasima está considerada por algunos como estrechamente conectadas con Tailandia Central. 

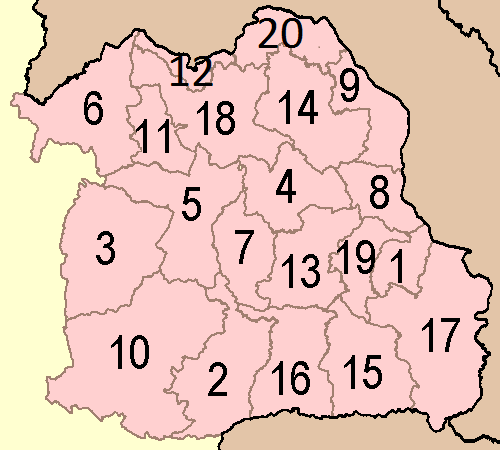
Las provincias de Tailandia del Nordeste

1. Amnat Charoen
2. Buriram
3. Chaiyaphum
4. Kalasin
5. Khon Kaen
6. Loei
7. Maha Sarakham
8. Mukdahan
9. Nakhon Phanom
10. Nakhon Ratchasima
11. Nongbua Lamphu
12. Nong Khai
13. Roi Et
14. Sakon Nakhon
15. Sisaket
16. Surin
17. Ubon Ratchathani
18. Udon Thani
19. Yasothon
20. Bueng Kan